# Ерхард Хайден
Ерхард Хайден (на немски: Erhard Heiden) е германски нацистки лидер, сред първите членове на Нацистката партия и третия командир на Шуцщафел (СС).
Той е назначен за ръководител на СС, отначало елитно звено на Щурмабтайлунг (СА) през 1927 г. По онова време СС има по-малко от 1000 души, като на Хайден е трудно да се справи с много по-голямата СА. Хайден няма успех на поста, а членството в СС спада значително под неговото ръководство. Освободен е от поста си, официално поради „семейни причини“, през 1929 г. След това е арестуван, когато нацистите идват на власт през 1933 г., и екзекутиран същата година.

## Ранен живот
Ерхард Хайден е роден на 23 февруари 1901 г. в Инголщат, Бавария. През 1917 г. той посещава училището за подбор на персонал във Фюрстенфелдбрук. Малко се знае за ранния му живот.
След поражението на Германия в Първата световна война, хиперинфлацията, масовата безработица, бедността, престъпността и гражданското безпокойство поразяват страната. През това време, Хайден служи в звеното Фрайкорпс. Също през 1919 г. в Мюнхен е създадена малка дясна политическа партия, известна като Германската работническа партия (ДАП). През 1920 г. тя променя името си на Националсоциалистическа германска работническа партия (нацистка партия, НСДАП). Тя отхвърля условията на Версайския договор и се застъпва за антисемитизъм и антиболшевизъм.
На партийни срещи в края на 1919 г. и началото на 1920 г., противници и протестиращи се опитват да саботират речите на Адолф Хитлер и се бият с членове на партията. Решено е постоянна група от членове на партията да служи за защита на нацистките власти в митингите и да нарушава срещите на противниците. Създадени са основите на Щурмабтайлунг (щурмови отряд, СА). Хайден става един от първите членове на нацистката партия и СА. През 1923 г. се присъединява към малката лична охрана на Адолф Хитлер, наречена Щоструп-Хитлер.
Същата година, Хитлер се чувства достатъчно силен, за да се опита да завземе властта в Мюнхен. Вдъхновени от похода към Рим на Бенито Мусолини през изминалата година, нацистите се стремят първо да установят властта си в Мюнхен и след това да оспорят правителството в Берлин. На 9 ноември 1923 г. Щоструп, заедно със СА и няколко други военни части участват в неуспешния Бирен пуч, в резултат на който са убити 16 нацистки поддръжници и 4 полицейски служители. След опита за преврат, Хитлер и други нацистки лидери са лишени от свобода в затвора Ландсберг. Нацистката партия и всички свързани с нея формации, включително Щоструп, са официално разпуснати.

## СС
След освобождаването на Хитлер от затвора през декември 1924 г., нацистката партия официално се възстановява. През 1925 г. Хитлер разпорежда създаването на нова охранителна група, Шуцкомандо (Команда за защита). Тя е формирана от Юлиус Шрек и включва стари членове на Щоструп като Емил Маурис и Хайден. През същата година, Шуцкомандо е разширена и преименувана на Щурмщафел и накрая на Шуцщафел (СС). Хайден се присъединява към СС през 1925 г. и е ранен защитник на отделянето на звеното от СА, неговата организация майка.
На 1 март 1927 г. Йозеф Берхтолд прехвърля ръководството на СС на Хайден, който е негов заместник-председател. Берхтолд е разочарован от властта на СА над СС. Като ръководител на СС, на Хайден също му е трудно да функционира под по-голямата и по-мощна СА. Под ръководството на Хайден се прилага по-строг кодекс за дисциплина, отколкото би бил толериран в редиците на СА. Хайден по-нататък настоява мъжете под негово командване да не се занимават с партийни дела, които не ги интересуват. Неговото намерение е да създаде малък елитен отряд и да получи по-качествени служители.
С изключение на района на Мюнхен, единицата не успява да запази инерция. Членството в СС намалява от 1000 на 280, тъй като СС продължава да се бори със СА. Докато Хайден се опитва да запази малката група да не се разпадне, Хайнрих Химлер става негов заместник през септември 1927 г. Химлер има голям ентусиазъм и визия за СС и показва добри организационни способности, които Хайден използва. Химлер става движеща сила в рамките на СС и с времето засенчва Хайден.
След уволнението на Хайден, Химлер поема позицията на Райхсфюрер-СС, с одобрението на Хитлер през януари 1929 г. Съществуват различни причини за това уволнение. Партията просто обявява, че е по „семейни причини“. Също така се предполага, че уволнението се дължи на това, че Хайден е свързан с евреите. От 1928 г. Хайден е съсобственик на предприятие за доставка на облекло, което продава на СС униформи. Друга компания в Мюнхен предоставя на Хайден и партньора си панталоните, които са използвани за СС униформи. Открито е, че тази друга компания е собственост на евреин. Освен това се твърди, че Хайден е реализирал големи печалби от продажбите на дрехи за СС униформи. Така Хайден трябва да подаде оставка като ръководител на СС. Историкът Адриан Уейл казва, че уволнението е вероятно защото е неефективен в работата, но също така има слухове, че той е полицейски информатор. При Химлер, СС значително се разширява с течение на времето, като крайната му цел е да се превърне в най-мощната организация в Германия.

## Смърт
След като нацистите идват на власт през януари 1933 г., Хайден е арестуван. По нареждане на Химлер и неговия главен лейтенант Райнхард Хайдрих, той е убит по-късно през същата година от членове на СД (Службата за сигурност). Трупът на Хайден е открит през септември 1933 г. и е погребан на 15 септември 1933 г.